# Groupement européen de coopération territoriale
Le groupement européen de coopération territoriale ou GECT est une forme juridique d'instrument de coopération transfrontalière dont les modalités de constitution ont été définies par le Parlement européen et le Conseil de l'Union européenne dans un règlement adopté en juillet 2006. Doté de la personnalité juridique et constitué de personnes juridiques d'au moins deux États-membre (Gouvernements, collectivités territoriales, institutions publiques, universités...), chaque GECT a pour vocation de répondre aux difficultés rencontrées dans le domaine de la coopération transfrontalière et de « faciliter et promouvoir la coopération transfrontalière, transnationale et interrégionale entre ses membres », en assurant le portage de dispositifs de coopérations ou de projets de grande envergure.

## Histoire
Le Parlement européen et le Conseil de l'Union européenne ont, par le règlement (CE) n°1082/2006 en date du 5 juillet 2006, institué le groupement européen de coopération transfrontalière (GECT), dans le but de faciliter la coopération transfrontalière. Cette avancée politique européenne appuie concrètement la volonté et les objectifs du Comité européen des régions de développer une politique commune de cohésion au travers de différents espaces transfrontaliers.

### GECT existants
Il existe actuellement plus de 60 GECT, certains créés à durée illimités, d'autre à durée limitée. La Mission opérationnelle transfrontalière effectue un recensement régulier de ces GECT, dont les objets et les compétences sont très variées :
- portage d'un eurodistrict,
- portage d'une eurorégion, à une échelle plus large,
- autorité de gestion de programmes européens (à l'instar du programme Interreg Grande Région),
- gestion d'équipements transfrontaliers (à l'instar de l'hôpital de la Cerdagne, entre France et Espagne) ou de projets transfrontaliers d'aménagement,
- portage d'un réseau d'universités (à l'instar d'Eucor, fédération des universités du Rhin supérieur) ou de réseaux spécialisés de coopération.

Le tableau ci-dessous recense ainsi les GECT existantes, de manière non exhaustive.

### GECT en projet
Un certain nombre de GECT sont en projet. Parmi ces projets se trouve notamment l'Eurorégion Alpes-Méditerranée qui a été créée le 10 octobre 2007 entre les régions Provence-Alpes-Côte d'Azur et Rhône-Alpes en France, et les régions Piémont, Val d'Aoste, et Ligurie en Italie. Cette structure permet de renforcer les éléments de coopération entre ses membres et d'augmenter la visibilité du groupement par rapport aux institutions notamment grâce au Comité européen des régions.
Le 30 janvier 2014, en visite à Strasbourg, François Hollande émet l'idée d'un « campus européen ». L'idée est acceptée le 19 février 2014 par le Conseil des Ministres franco-allemand réuni à Paris. Le 7 juillet 2015, réunie à Metz, une conférence ministérielle franco-allemande convoquée par Harlem Désir et son homologue allemand Michael Roth, en présence d´Alain Beretz, président de l’université de Strasbourg et de Hans-Jochen Schiewer, recteur de l’université de Fribourg et président d'Eucor, annonce la création du campus européen réunissant les universités de l'Eucor - Le campus européen sous forme d'un GECT.

## Création, composition et statuts
Un GECT peut être composé d'États membres, de collectivités régionales ou locales, d'autres organismes de droit public, ou d'associations regroupant des organismes appartenant à l'une des catégories précitées situés sur le territoire d'au moins deux États membres.
La décision de créer un GECT est prise à l'initiative de ses membres. Chacun d'entre eux notifie son intention à l'État selon le droit duquel il a été créé, et lui transmet le projet de convention et les statuts. Sur la base des documents transmis, l'État marque son accord sur la participation du membre au GECT. Il a la possibilité de refuser cette participation s'il estime que celle-ci ne respecte pas le droit national ou le règlement instituant les GECT.
Les membres du GECT adoptent à l'unanimité une convention en précisant le nom, la liste des membres, le lieu du siège, l’étendue du territoire, l'objectif, la mission et la durée.
Sur la base de cette convention sont adoptés les statuts du GECT. Ils précisent :
- les modalités de fonctionnement des organes de direction du GECT, leurs compétences, et leur composition,
- les procédures décisionnelles du GECT;
- la ou les langue(s) de travail;
- les modalités de son fonctionnement (gestion de son personnel, procédures de recrutement, nature des contrats du personnel, ...),
- les modalités de la contribution financière des membres et les règles budgétaires et comptables applicables,
- les modalités en matière de responsabilité des membres,
- les autorités chargées de la désignation d'un organisme d'audit externe indépendant,
- les procédures de modification des statuts.

## Missions
Les missions exercées par le GECT sont précisées dans la convention conclue par ses membres. Ses missions doivent relever de la compétence de chacun des membres dans leur droit national. Dans le cadre de ces missions, le GECT doit faciliter et promouvoir la coopération territoriale (c'est-à-dire la coopération transfrontalière, transnationale et/ou interrégionale) afin de renforcer la cohésion économique et sociale.

## Organisation et fonctionnement
Le GECT est régi par le règlement (CE) n°1082/2006 l'instituant, par les dispositions de sa convention et de ses statuts et, pour les questions non précisées par le règlement précité, par les lois de l'État membre où le GECT a son siège.
Un GECT dispose au moins d'une assemblée, constituée par les représentants de ses membres, et d'un directeur, qui représente le GECT et agit au nom et pour le compte de celui-ci. Des organes de direction supplémentaires peuvent être prévus et décrits par les statuts.
Le budget du GECT est annuel et adopté par l'assemblée.
L'établissement des comptes du GECT, et, le cas échéant, du rapport annuel les accompagnant, ainsi que le contrôle et la publication de ces comptes sont régis par les lois de l'État membre où le GECT a son siège.

## Sources

## Compléments